# 異世界超能魔術師
《異世界超能魔術師》是内田健所作的日本輕小說作品，插圖由Nardack繪畫，本為投稿網站《成為小說家吧》連載的網絡小說，後來在2013年經由主婦之友社出版書籍，中文版則由青文出版社發行。2018年4月宣佈動畫化企劃進行中。2019年7月10日於東京都會電視台及SUN電視台首播。

## 故事簡介
身為普通高中生的太一與凜突然消逝在一道光芒裏。當反應過來的時候，倆人已經身處在劍與魔法的世界中。
在歷經怪物襲擊，好不容易全身而退後，聽從了冒險者建議的倆人踏上了前往公會之路。在公會裏面，倆人得知自己身懷令人無法置信的強大魔力。普通高中生就此搖身一變成為最強的超能魔術師。可以親手演繹出如夢似幻般的超自然現象，能夠操控超乎想像的驚人體能，
由和平世界來到這塊土地的太一與凜就此展開了他們倆專屬的異世界冒險。

## 登場人物

### 主要角色
西村太一（聲：天崎滉平）
特有属魔术师。原是普通高中生的少年。與凜是青梅竹馬。
不知为什么與凜一起来到了异世界，在异世界里面不知道为什么获得了强大的力量，從蕾米亞口中得知自己被召喚到異世界後被稱為「迷途人（迷い人）」。
魔力量十二万，魔力强度四万。特有属魔术师中属于召唤术师，被蕾米亞收為徒弟，可与风之精灵——艾莉安爾交流。
经常做一个特定的梦，在梦里听到艾莉安爾呼唤的声音，后在与暗元素怪交战中使出60%强化魔法，但因其是不具实体的怪物导致落败，濒死时临时获得风之精灵的援助並将其打败並讓對方失去了右手臂，但也因魔力匮乏昏睡好几天。
在阿茲派亞城防衛戰與雙頭龍一戰中與風之精靈艾莉安爾成功締結契約，目前能隨時隨地的召喚出艾莉安爾，與艾莉安爾溝通。
艾莉安爾向太一坦承真正的一切，太一喊出了她真正的本名召喚了艾莉安爾真正的樣子，為風之精靈「西爾芙德」，同時淨化了在馬沃爾特會戰中受到「浴血的狂想曲」的妖術污染的人們，並且用其力量與變異的依尼米克斯展開戰鬥，並將依尼米克斯打倒，最後使用這股力量將依尼米克斯完全消滅。
在馬沃爾特會戰結束後，成為王國的王立軍的顧問，作為王國面臨危機時接受詔令的特別戰鬥力成員之一，加入王立軍。
吾妻凜（聲：高橋李依）
四属魔术师。原是普通高中生的少女。與太一是青梅竹馬。
跟太一一起来到了异世界，從蕾米亞口中得知自己被召喚到異世界後被稱為「迷途人（迷い人）」。
可以使用火、水、风、土四大属性。魔力量为三万七千，魔力强度为五千，被蕾米亞收為徒弟。
　在馬沃爾特會戰結束後，成為王國的王立軍的顧問，作為王國面臨危機時接受詔令的特別戰鬥力成員之一，加入王立軍。
土屬性技能：石彈(Stone Bullet)；水屬性技能：水碎彈(Suisaidan)、冷凍長矛(Freezing Lance)；风屬性技能：雷神劍(Raijinken)、空氣錘(Air Hammer)、沙塵旋風(Shajin Senpu)、沙塵瀑布(Shajin Bakufu)、空氣鎧甲(Air Armor)、電磁炮(Rail Gun)、打雷(Thunder)；火屬性技能：炎之箭(Fire Arrow)、火焰長矛(Flame Lance)、赤炎毯(Red Carpet)
蕾米亞（聲：大原沙耶香）
三属魔术师。為埃里斯汀魔法王國第一魔術師，有著「落叶的魔術師」的稱號。
可以使用火、水、风三大属性。魔力量为四万三千，魔力强度为六千。
在馬沃爾特會戰結束後，成為王國的王立軍的顧問，作為王國面臨危機時接受詔令的特別戰鬥力成員之一，加入王立軍。
風屬性技能：夜魔女王之吐息、空氣刺(Air Thrust)；火屬性技能：地獄冥府(Inferno)、火炎流
繆菈（聲：田中美海）
双属魔术师。種族為精靈族。有著「金之劍士」的稱號。
可以使用火和土两大属性。魔力量为三万五百，魔力强度为三千八百，也是蕾米亞的徒弟。
在馬沃爾特會戰結束後，成為王國的王立軍的顧問，作為王國面臨危機時接受詔令的特別戰鬥力成員之一，加入王立軍。
火屬性技能：赤蓮 、緋炎、魔术劍·焦熱斬、火焰長矛(Flame Lance)、魔术劍·爆炎獸
艾莉安爾／西爾芙（西爾芙德）（聲：久保百合花）
風之精靈，太一在阿茲派亞城防衛戰與雙頭龍一戰中與其成功締結契約，所以目前能隨時隨地的等待太一的召喚，實際上因為畏懼太一強大的力量，害怕如果太一使用了她真正的力量會引發的後果，萬一沒能控制好，可能會害太一丟了性命，所以向太一說了謊，幻化成艾莉安爾的這個姿態並不是真正的艾莉安爾的樣子，真正的樣子為精靈女王四大精靈之一其中的風之精靈「西爾芙德」，並且在還是時艾莉安爾的記憶和思緒都與希爾芙德都是同一人，被太一召喚後，請太一稱她為「西爾芙」。
小野寺貴史

### 埃里斯汀魔法王國

#### 惠內菲克斯（王都）

##### 國王派
阿爾賽娜·諾曼（聲：大西沙織）
諾曼侯爵家的女兒，作為國王吉爾馬的使者。
吉爾馬·埃里斯汀（聲：家中宏）
埃里斯汀魔法王國的國王，與他弟弟所在的王弟派對立，主張致力於積極與其他國建立外關係，也是導致太一和凜被召喚到異世界來的這個件事的罪魁禍首的主導者，在經過馬沃爾特會戰，由吉爾馬所屬的國王派的勝利告終，王都也漸漸找回了往日的繁榮。
夏洛特·埃里斯汀（聲：末柄里恵）
埃里斯汀魔法王國的公主，是可以操控時間和空間的時空魔术师，就是將太一和凜被召喚到異世界來的魔术师，原本只打算召喚太一，但是在發動的期間，因為王弟派的刺客突然闖入導致魔力失控無法控制也使的凜跟著太一被一同被召喚了過來。並且不隱瞞的告訴太一和凜真相，發誓一定會盡全力找出送他們回去原來的世界的方法，即便用她的靈魂換作代價也行。
斯麥拉（聲：井上麻里奈）
埃里斯汀魔法王國的王國軍總司令官，蕾米亞向其這位統帥著王國軍的將軍提議與他的徒弟太一來一場練習賽的實戰，意圖是來向王都證明太一等人外來者的實力以及有必要得盡快建立信賴關係，與太一對戰到雙方的劍都斷掉後，緊接著是肉搏戰的對打，最後由太一勝利，使著斯麥拉有了一個念頭，由於太一實力不錯符合了成為她的對象的條件，所以向太一提問是否有正妻了，有的話，就算當妾也沒問題，並說出自己是付出型的，而且又是高收入群體，孩子最少生三個，年齡差距不用在意，她們家族的人都老的慢，娶她也不壞吧。
貝拉·拉庫瑪
埃里斯汀魔法王國的宮廷魔術師長。

##### 王弟派
多爾特艾斯海姆（聲：齊藤次郎）
國王吉爾馬的弟弟，與他哥哥所在的國王派對立，主張保守，認為萬一與其他國建立外關係的話，會平白造成國家魔術師和其知識的流失，是致使國家喪失優越性，因為受到依尼米克斯的話煽動叛亂軍打算攻下王都，因此馬沃爾特會戰就此展開，在依尼米克斯露出本性後才發現自己被利用，當依尼米克斯所發動騷亂被太一等人平定後，被抓起來，在他哥哥吉爾馬和羅德拉面前，由斯麥拉負責將他斬首，再被斬首前說出願他的祖國能永垂不朽，王弟派到此為止，徹底的瓦解。
尼爾根
隸屬於王弟派的侯爵，性格急躁衝動，主張應該先下手為強，攻打王都壓制國王派，因此與馬爾凱塞個性不合，依尼米克斯將魔術石交給他和他率領的軍隊，並不知情使用魔術石後所帶來的副作用，被，被依尼米克斯利用完後，被其用刀刺殺身亡。
馬爾凱塞
隸屬於王弟派的侯爵，性格穩重謹慎，主張應該先弄清國王派陣營的來自異邦的少年少女的實力才是重點之處，因此與尼爾根個性不合，在馬沃爾特會戰與繆菈一戰，說出雇用來的冒險者派不上用場就連路邊的石子都不如，一旦戰敗死去，不值得哀悼，使繆菈認為他踐踏了冒險者的存在和驕傲，雖然在戰鬥過程中打飛了繆菈的長劍，但那只是誘餌，被繆菈以短刀一刀划過脖子噴血而死。
斯索拉
馬爾凱塞在馬沃爾特會戰所雇用的重戰士的冒險者，在馬沃爾特會戰與凜一戰，因為依尼米克斯施展了「浴血的狂想曲」的妖術遭受不分敵我的狂戰士襲擊而被迫中斷戰鬥，接受凜的雇用提議，與她一起並肩作戰，達成條件就是兩人一起活下來。
風屬性技能：空氣斬(Air Cut)；火屬性技能：火炎波
米斯特弗羅斯
馬爾凱塞在馬沃爾特會戰所雇用的魔術師的冒險者，在馬沃爾特會戰與蕾米亞一戰，但不敵對方被打敗被蕾米亞以地獄冥府燒死。
風屬性技能：風月輪

#### 阿茲派亞城
阿爾梅達

##### 冒險者公會
杰拉德
冒險者公會會長，種族為矮人族。
瑪莉艾
安娜絲塔西亞（聲：真野步）
原本為某組織雇用的殺手，但是在暗殺太一等人的任務中失敗，所以被組織利用完後就被拋棄了，任務失敗的殺手下場不是被找上門來的同夥殺死，不然就是只能選擇自殺，但是被太一放過，由太一秘密交給公會處置，公會長杰拉德給予她選擇的機會，選擇了活下去為公會效力，目前由公會所託執行各種任務，在阿茲派亞城防衛戰中被隸屬於組織的不明人士控制心智，走向太一所在的戰場，在太一面前恢復意識，但為時已晚，為了保護太一被雙頭龍突如其來的攻擊波及而身受重傷，在太一的懷裡離世。在動畫中她的死亡畫面更加仔細，她被雙頭龍的吐息攻擊重創，肚破腸流。上腹部至肚臍位置閞了一個大洞，胃、肝臟、小腸和大腸外露，部分內臟被燒焦，是無法救治的傷勢。在死前始終無法向太一表達自己的愛意。
梅西莉亞（聲：七瀨彩夏）
為冒險者。
拉克魯達（聲：田丸篤志）
為冒險者。
巴拉達（聲：紀之貴紀）
為冒險者。

### 龍
雙頭龍（Twin Head Dragon，聲：楠大典）
受到某位大人所託，前來介入了阿茲派亞城防衛戰，就是為了與太一一戰，使太一成功與風之精靈艾莉安爾締結契約後並且與其進行一戰，被打倒在地後，回答太一的問題，回答完後便敞開翅膀飛向天空離去。

### 希卡特里斯皇國

#### 組織
卡西姆（聲：下野紘）
組織的成員，除了用計讓竊盜者來盜取北之森的美里拉果之外，並在向冒險者公會放起委託，目的是引誘太一、凜和繆菈來，並想奪取太一的力量加以控制和將凜和繆菈淪為人質，利用暗元素的寶珠強化了自身的水屬性魔物，一開始因為其是不具实体的怪物而佔了上風，將太一打至濒死，但是太一临时获得了风之精灵的援助，而將其的冰屬性魔物一招摧毀並且讓卡西姆失去了右手臂，與古拉米兩人潛藏在王都裡，使用羅德拉給予的咒具，咒具的能力是能強制限制對方的實力和魔力降到與己方勢均力敵的實力和魔力，並與太一一戰打算做個了斷，打鬥中似乎能其看出可能水屬性魔术师，完敗給太一後，後悔沒認可太一所做出的努力，但並還沒有結束，咒具裡出現了一團黑霧形成的魔人，打算襲擊太一，與古拉米一同協助太一，讓太一使用雷擊才成功將魔人打消。
水屬性技能：水碎彈(Suisaidan)
古拉米（聲：日笠陽子）
組織的成員，擔任盜取北之森的美里拉果的竊盜者們的護衛魔术师，本與卡西姆是一夥的，被組織強制歸順為卡西姆的手下。擁有可以將自身和魔力隱形的斗篷,但本人並不喜歡暗殺這種小手段，右手掌被克勞德施加了咒以防止她擅自做出對組織不利又多餘的的舉動,所以並不會在和對手戰鬥的時使用，與卡西姆兩人潛藏在王都裡，在一旁偷偷觀察卡西姆與太一的決鬥，當咒具裡出現了一團黑霧形成的魔人要襲擊太一之時，出手相救，與卡西姆一同協助太一，讓太一使用雷擊才成功將魔人打消。
米洛、梅洛（聲：木野日菜）
組織的成員，兩人是雙胞胎姊妹，兩人頭上的髮飾和袍子上的十字架顏色是不同的，藍色的為米洛、粉色的為梅洛，土屬性魔术师。受組織的命令躲藏在地下，利用暗元素的寶珠強化500隻哥布林群使其成為真紅哥布林群，並且喚醒真紅哥布林群來對付太一，但是真紅哥布林群不分敵我，也遭到襲擊，被太一救下，倒戈協助太一清除真紅哥布林群，並且跟隨著助太一參與阿茲派亞城防衛戰。
土屬性技能：地陷(Fall Down)
羅德拉（聲：平川大輔）
組織的成員，卡西姆的上屬，是某位大人的手下，同時私底下還是埃里斯汀魔法王國的樞機卿，一手策畫了一連串計謀，先是導致了物資通貨膨脹，再來是利用真紅契約強化魔物來發動阿茲派亞城防衛戰。
依尼米克斯（聲：日野聡）
假裝成為多爾特艾斯海姆的副官，同時私底下也是組織的成員之一，為某位大人的屬下，登場時都是用袍子將全身裹起來並遮著臉，還有將魔術石交給尼爾根，讓他率領千軍的軍隊進攻王都，刻意不告訴他魔術石的秘密，利用完尼爾根之後並以刀將其刺殺，在馬沃爾特會戰中在太一忙著與多爾特艾斯海姆進行會談之時對整個馬沃爾特平原藉助了某位大人的力量施展了一種被稱為「浴血的狂想曲」的妖術，自願將自己的生命和靈魂獻給某位大人，依尼米克斯施展此妖術後肉體也隨之產生了變化長出了翅膀變成類似惡魔的型態與召喚出完全體的風之精靈的太一展開戰鬥，被太一打倒後，要被太一消滅的瞬間說出了那位大人的名字，並且繼續說他終於成功完成了自己的使命，說完後被太一徹底消滅。
某位大人／謝德大人
於動畫第十集中現身，為一名神秘的女性，目的是誘發埃里斯汀魔法王國內亂，指引來自異世界的少年參戰，讓夏洛特公主將太一召喚到異世界來也只不過是她佈下的一顆旗子罷了，為了讓自己成為救世主，讓太一成為她手中的劍與盾，為不可或缺的究極武器。也與兩百年前的加爾根帝國與希卡特里斯皇國所爆發的一場戰爭有關

## 用語

### 魔物和魔獸
黑曜馬（Kokuyōuma）
因為頭上的角為黑曜石而得名「黑曜馬」，外表與馬相似的魔物，嘴巴能噴火，黑曜馬頭上的角為有價值的物品，身上的肉烤熟後還可以食用。
牙狼（Fang Wolf）
外表與狼相似的魔物，長有尖銳的獠牙。
角兔（Tsunousagi）
繁殖力非常旺盛，體型像兔子般大小的魔物，會群體襲擊人。
食人鬼
哥布林
獸人
魔像

### 魔咒與妖術
真紅契約
一種暗元素，利用獸類的血液施展的魔術，但由於太過殘忍，現在已被列為禁咒，將被施了咒術的寶珠給予對方，不管是任何活體、魔物、魔獸，都能使其發揮出比原本強上數十倍的魔力。
浴血的狂想曲
是一種妖術，屬於精神操控，不隸屬於任何魔術，來自黑暗的存在所施展的力量，能吞噬人心的「心食」，中了此妖術的任何人甚至是戰死的人，都會化為不知疼痛與畏懼的狂戰士，不分敵我，渴望鮮血的殺戮，直到肉體崩毀為止前都會不斷的戰鬥下去，此妖術曾在兩百年前的加爾根帝國與希卡特里斯皇國爆發的一場戰爭中被發動過，當時造成了兩國死傷人數高達七千萬的悲劇。

### 食物
美里拉果
是阿茲派亞城特有的名產，栽種產地是在北之森。

### 物品和道具
魔術石
是一種能發動魔術的道具，只要配帶著鑲嵌有魔術石的飾品，即便是外行人也能發動一定的魔術，屬於價值昂貴的魔術道具，但是一旦使用了魔術石，超出自身的魔力量和魔力強度同時，魔力消耗的量也相對的大，原因就是魔術石的燃料正是使用者的生命力，一旦耗盡，使用者將會有生命危險。
黑曜石
具有一定價值的物品，魔物黑曜馬頭上的角就是黑曜石。

### 種族
人族
就與一般的人類類似的種族。
精靈族
矮人族
龍族
被視為高等的種族，通常是長眠沉睡在地底，很少會離開地底，爬出地面來活動，雖然外表與其他種族差異極大，但是擁有自我意識能與其他種族進行溝通，是擁有著強大的力量的種族。

### 屬性
火屬性
水屬性
冰屬性技能歸類在水屬性中。
風屬性
雷屬性技能歸類在風屬性中。
土屬性

### 國家
埃里斯汀魔法王國
位於西大陸北部，是世界上魔法最為強盛的國家，國民中佔據八成的人都會使用基礎魔法，是世界三大強國之一，近三十年間分為国王派和王弟派兩股勢力競爭共同執政，近期兩派關係緊張在某位大人及其手下的搧動下立即發生了內戰，最後由主角太一等人平定了內戰，讓埃里斯汀魔法王國迎來了和平。
加爾根帝國
希卡特里斯皇國

### 幣值
銀幣
1枚銀幣約等於10000日圓。
銅幣

## 與WEB版的不同處
- 女主角的名字由「奏」變更為「凜」。

- 第一卷開始時太一和貴史所上的體育課，WEB版是足球，書籍版為壘球。

## 出版書籍

### 輕小說
| 集數 | 主婦之友社→Imagica Infos | 主婦之友社→Imagica Infos | 青文出版社    | 青文出版社             |
| 集數 | 發售日期                 | ISBN                     | 發售日期      | ISBN                   |
| ---- | ------------------------ | ------------------------ | ------------- | ---------------------- |
| 1    | 2013年6月28日            | ISBN 978-4-07-290972-0   | 2014年10月2日 | ISBN 978-986-310-537-4 |
| 2    | 2013年12月26日           | ISBN 978-4-07-294220-8   | 2015年3月7日  | ISBN 978-986-356-216-0 |
| 3    | 2014年9月29日            | ISBN 978-4-07-299163-3   | 2016年5月19日 | ISBN 978-986-356-337-2 |
| 4    | 2015年9月30日            | ISBN 978-4-07-403070-5   | 2018年11月1日 | ISBN 978-986-356-606-9 |
| 5    | 2016年5月30日            | ISBN 978-4-07-417668-7   | 2019年7月22日 | ISBN 978-986-356-963-3 |
| 6    | 2017年6月30日            | ISBN 978-4-07-426236-6   |               |                        |
| 7    | 2017年12月28日           | ISBN 978-4-07-429080-2   |               |                        |
| 8    | 2018年5月31日            | ISBN 978-4-07-432610-5   |               |                        |
| 9    | 2019年3月30日            | ISBN 978-4-07-437079-5   |               |                        |
| 10   | 2019年6月28日            | ISBN 978-4-07-439575-0   |               |                        |
| 11   | 2019年9月28日            | ISBN 978-4-07-440561-9   |               |                        |
| 12   | 2020年3月30日            | ISBN 978-4-07-442838-0   |               |                        |
| 13   | 2020年9月30日            | ISBN 978-4-07-446026-7   |               |                        |
| 14   | 2021年2月27日            | ISBN 978-4-07-447942-9   |               |                        |
| 15   | 2021年10月29日           | ISBN 978-4-07-449711-9   |               |                        |

### 漫畫
| 卷數 | KADOKAWA       | KADOKAWA               |
| 卷數 | 初版發售日期   | ISBN                   |
| ---- | -------------- | ---------------------- |
| 1    | 2017年6月26日  | ISBN 978-4-04-105917-3 |
| 2    | 2017年10月26日 | ISBN 978-4-04-106309-5 |
| 3    | 2018年4月26日  | ISBN 978-4-04-106310-1 |
| 4    | 2018年9月25日  | ISBN 978-4-04-107474-9 |
| 5    | 2019年3月26日  | ISBN 978-4-04-107477-0 |
| 6    | 2019年6月25日  | ISBN 978-4-04-108356-7 |
| 7    | 2019年10月26日 | ISBN 978-4-04-108357-4 |
| 8    | 2020年4月25日  | ISBN 978-4-04-109338-2 |
| 9    | 2020年9月26日  | ISBN 978-4-04-109340-5 |
| 10   | 2021年2月26日  | ISBN 978-4-04-109341-2 |

四格漫畫
| 卷數 | KADOKAWA      | KADOKAWA               |
| 卷數 | 初版發售日期  | ISBN                   |
| ---- | ------------- | ---------------------- |
| 1    | 2019年3月26日 | ISBN 978-4-04-107821-1 |
| 2    | 2019年6月25日 | ISBN 978-4-04-108355-0 |

## 電視動畫

### 製作人員
- 原作：內田健
- 原作插畫：Nardack
- 監督： 築紫大介
- 系列構成：伊神貴世
- 人物設定：丸山修二
- 美術設定：大山裕之、島村大輔
- 美術監督：空閑由美子
- 色彩設計：のぼりはるこ
- 攝影監督：鹽野修平
- 編輯：岡祐司
- 音響監督：立石彌生
- 音響效果：風間結花
- 音樂：藤澤慶昌（日语：藤澤慶昌）
- 音樂製作：KADOKAWA
- 動畫製作：ENCOURAGE FILMS
- 製作：異世界超能魔術師製作委員會

### 主題曲
片頭曲「PANTA RHEI」
作詞、作曲、編曲、主唱：MYTH & ROID
片尾曲
作詞：Haggy Rock，作曲：Haggy Rock、佐藤厚仁，編曲：佐藤厚仁，主唱：吾妻凛（高橋李依）

### 各話列表
| 話數   | 日文標題 | 中文標題               | 劇本       | 分鏡              | 演出                  | 作畫監督                                                                                              | 總作畫監督                        | 改編原作小說 |
| ------ | -------- | ---------------------- | ---------- | ----------------- | --------------------- | --- | --------------------------------- | ------------ |
| 第1話  |          | 來自異世界的「迷途人」 | 伊神貴世   | 築紫大介          | 築紫大介              | 寒川步、細田沙織、小澤圓 新垣重文、東美帆、西川真人 西尾智惠                                          | 丸山修二、澀谷秀                  | 第一卷       |
| 第2話  |          | 魔術修行               | 伊神貴世   | 飯田史雄          | 加藤大志              | 寒川步、細田沙織、小澤圓 石橋友紀惠、飯塚葉子、井上高宏 高橋德詔、UEC                                 | 澀谷秀、川島尚 丸山修二           | 第一卷       |
| 第3話  |          | 初出茅廬的冒險者       | 伊神貴世   | 又野弘道          | 又野弘道              | Min Hyeon Suk                                                                                         | 澀谷秀、川島尚 丸山修二           | 第一卷       |
| 第4話  |          | 真紅的契約             | 伊神貴世   | 佐佐木こうじ      | 佐佐木こうじ 築紫大介 | 佐佐木こうじ、寒川步 細田沙織、井本由紀 石橋友紀惠、上野卓志 西川真人                                 | 川島尚、丸山修二                  | 第二卷       |
| 第5話  |          | 陰謀的氣息             | 關根亞由美 | 江島泰男          | 江島泰男              | 小澤圓、寒川步 細田沙織、和田清美 Jang Junha                                                          | 川島尚、澀谷秀 丸山修二           | 第二卷       |
| 第6話  |          | 阿茲拜亞防衛戰         | 伊神貴世   | 森健              | 徐惠真                | Jang Min Ho、Park Ji Ho Park Ji Seung                                                                 | 川島尚、澀谷秀 丸山修二           | 第二卷       |
| 第7話  |          | 召喚術師               | 伊神貴世   | 築紫大介          | 加藤大志              | Moon Hee、Kang Hyeon guk Hwang Seong won、Jeong Yong un                                               | 川島尚、澀谷秀 丸山修二           | 第三卷       |
| 第8話  |          | 王都惠內菲克斯         | 福田裕子   | 又野弘道          | 又野弘道              | Min Hyeon Suk                                                                                         | 川島尚、澀谷秀 丸山修二、井本由紀 | 第三卷       |
| 第9話  |          | 開戰                   | 福田裕子   | 松井仁之          | 加藤大志              | 寒川步、細田沙織 平馬浩司、和田清美 MICO ANIMATION STUDIO、Jang Min Ho Park Ji Ho、Park Ji Seung、UEC | 丸山修二、澀谷秀 川島尚           | 第四卷       |
| 第10話 |          | 一個了斷               | 關根亞由美 | 小寺勝之          | 又野弘道              | 小澤圓、寒川步 Jeon Duhwan、Song Hyeonju                                                              | 丸山修二、澀谷秀 川島尚、井本由紀 | 第四卷       |
| 第11話 |          | 馬沃爾特會戰           | 伊神貴世   | 飯田史雄          | 深瀨重                | Moon Hee、Jeong Yong un Hwang Seong won、櫻井木之實 金海淑                                            | 川島尚、丸山修二 澀谷秀           | 第四卷       |
| 第12話 |          | 異世界超能魔術師       | 伊神貴世   | 小寺勝之 築紫大介 | 加藤大志              | 寒川步、小澤圓 石橋友紀惠、UEC H.W.JOO、H.J.KIM 星山企画                                              | 丸山修二、澀谷秀 川島尚、井本由紀 | 第四卷       |

### Blu-ray BOX
| 卷數 | 發行日期       | 收錄話數      | 規格編號  | 規格編號   |
| 卷數 | 發行日期       | 收錄話數      | BD版      | DVD版      |
| ---- | -------------- | ------------- | --------- | ---------- |
| 1    | 2019年10月25日 | 第1話－第4話  | KAXA-7791 | KABA-10731 |
| 2    | 2019年11月27日 | 第5話－第8話  | KAXA-7792 | KABA-10732 |
| 3    | 2019年12月25日 | 第9話－第12話 | KAXA-7793 | KABA-10733 |

## 外部連結
- （日語）電視動畫「異世界超能魔術師」公式官網 （页面存档备份，存于）
- （日語）電視動畫「異世界超能魔術師」公式的X（前Twitter）
- （日語）異世界超能魔術師 Hero文庫 （页面存档备份，存于）
- （日語）異世界超能魔術師—網絡閱覽頁
- （日語）月刊少年Ace 異世界超能魔術師